# بالا روفيني
بالا روفيني (بالإيطالية: PalaRuffini)‏ صالة رياضية تستخدم لرياضة كرة السلة وتقام فيها أحياناً عدد من الفعاليات الرياضية، تقع في مدينة تورينو التابعة إلى مقاطعة تورينو في إيطاليا، تتسع الصالة إلى 4,500 متفرج، وهي الصالة الرسمية لنادي اوكسيليوم بالاكانسترو تورينو الذي يلعب في ليغا باسكيت الدرجة الأولى، تم إفتتاح القاعة سنة 1961.